# ランド・オブ・ザ・デッド
『ランド・オブ・ザ・デッド』（Land of the Dead）は、ジョージ・A・ロメロ監督によるホラー映画。

## 概要
『ゾンビ』などのヒット作で世界中にファンを持つロメロが、約20年ぶりにメガホンを取ったゾンビ映画である。
残虐性の裏にあるテーマは、過去の作品でロメロが提唱してきた「世界事情（戦争・紛争など）の他方向からのアプローチ」であり、一握りの強者が多数の弱者を力で押さえ込もうとする覇権主義の姿を色濃く取り入れている。
作中では明らかにされていないが、時系列上ではゾンビ発生から3年後であり、ピッツバーグで復活した共和党が作った都市が舞台である。
本編の前日譚を舞台にしたゲーム「Land of the Dead: Road to Fiddler's Green」が発売されている。

## ストーリー
近未来、ゾンビが地球上に蔓延するようになった世界。生き残った人々は、三方を川に囲まれたペンシルベニア州ピッツバーグのダウンタウンに防御フェンスを敷いて町を築き、高層ビルに暮らす富裕層とスラムに住む貧民に別れて暮らしていた。
物資調達部隊の傭兵隊長ライリーは町を牛耳る権力者のカウフマンから、ライリーの部下であるチョロが装甲車デッド・リコニング号を乗っ取り、町の爆破を予告したと伝えられる。ライリーは北へ向かうための脱出用の車を条件としてチョロの殺害に向かうが、同じ頃には自我を持つゾンビ、ビッグ・ダディに率いられたゾンビたちが町を目指して川を渡りつつあった。

## スタッフ
- 監督・脚本 - ジョージ・A・ロメロ
- 製作 - マーク・キャントン、バーニー・ゴールドマン、ピーター・グルンウォルド
- 製作総指揮 - スティーヴ・バーネット、デニス・Ｅ・ジョーンズ
- 共同製作総指揮 - ニール・キャントン、ライアン・カヴァノー
- 製作補 - サイレン・トーマス
- 音楽 - ラインホルト・ハイル、ジョニー・クリメック
- 撮影 - ミロスラフ・バシャック
- 編集 - マイケル・ドハティ
- プロダクション・デザイン - アルビンダー・グレワル
- 美術 - ダグラス・スレイター
- セット - マーレーン・プリット
- 衣装 - アレックス・ガヴァナー
- 特殊メイク監修 - グレゴリー・ニコテロ
- 特殊メイク - アラン・クック、ニール・モリル
- 特殊効果監修 - ブロック・ジョリフ
- 特殊効果 - デッドレコニング
- 視覚効果監修 - ジェフ・キャンベル
- 視覚効果 - スイッチVFX
- 二班監督 - グレゴリー・ニコテロ
- キャスティング - マーシル・リロフ
- 字幕翻訳 - 石田泰子
- 吹替翻訳 - 辺見真紀子
- 吹替演出 - 岩見純一

## キャスト

### 主要人物
チョロ・デモーラ
演 - ジョン・レグイザモ、日本語吹替 - 北沢洋
本作の実質的な主人公。傭兵部隊の副隊長兼暗殺者。富裕層が多数暮らすフィドラーズグリーンでの暮らしを夢見てカウフマンの元で積極的に汚れ仕事をこなしてきたが、カウフマンから冷淡にあしらわれたことで報復を決意し、デッド・リコニング号を奪ってカウフマンを脅迫する。
デッド号を取り戻しに来たライリーと対立するが、危うくモータウンに殺されそうになったところをライリーの機転により、腹部を撃たれるも一命を取り留める。その後、ゾンビの襲撃で街が壊滅状態に陥っていることを知ると、ライリー達とは別に街を脱出しようとするが、途中でゾンビに噛まれたことから最期を悟り、せめてもの意趣返しとしてカウフマンへの復讐を果たすために仲間と別れ、フィドラーズグリーンへと向かう。その後、逃げようとしたカウフマンの前にゾンビ化して現れ、彼を道連れにしてビッグ・ダディの手によって爆殺された。
ライリー・デンボ
演 - サイモン・ベイカー、日本語吹替 - 咲野俊介
本作の狂言回し的存在。傭兵部隊の隊長。デッド・リコニング号の設計者でもある。絶え間なく続くゾンビとの戦いや壁に囲まれたスラムでの生活の閉塞感から、傭兵を辞めて街を出て人＝ゾンビの居ない地域への移住を決意していたが、チョロの脱走によってカウフマンにチョロの殺害とデッド・リコニング号の奪還を命じられる。身の上話を極端に嫌うのは、ゾンビ化した彼の実弟を自らの手で殺めた過去を持つためである。
スラック
演 - アーシア・アルジェント、日本語吹替 - 彩木香里
売春婦。マリガンの協力者であったために囚われ、賭け勝負の「ゾンビの餌」となるところをライリーに救われる。兵士としての訓練も受けており、銃器の扱いは巧い。
チャーリー・フック
演 - ロバート・ジョイ、日本語吹替 - 北斗誓一
顔面半分に火傷を負っている射撃の名手。火傷の原因でもある火事から救ってくれたライリーに恩義を感じており、彼の護衛役を務める。天国の存在を語るなど純粋な性格。
ポール・カウフマン
演 - デニス・ホッパー、日本語吹替 - 塚田正昭
本作のヴィラン。街の支配者。傭兵達を雇って街にフェンスを築き、隔離された安全な地帯を作り出した。自らを「支配する責任ある立場の人間」であると称し、権力者として君臨する。富裕層にはゾンビ発生前と変わらぬ快適な生活を提供する一方、下層民はスラムへと押しやり過酷な生活を強いている。
ゾンビの襲撃によって街が壊滅状態に陥ると、次々に喰い殺される富裕層の住人達を見捨てて逃げようとするが、最期はゾンビ化したチョロと共にビッグ・ダディの手によって爆死させられた。
ビッグ・ダディ
演 - ユージン・クラーク
チョロと並ぶ実質的な主人公。自然に自我に目覚めた黒人男性のゾンビ。大柄な体躯でスキンヘッド。サークル型の髭を生やしている。ガソリンスタンド「ビッグ・ダディ・ガス&リペア」の制服であるツナギを着ており、これが呼び名の由来。普段は同名のガソリンスタンドの事務所を住処としており、ベルの音が鳴ると人間時代の記憶や習慣から給油場に現れ給油ノズルを手に車を探す仕草をする。
『死霊のえじき』のバブとは違い、人肉を喰わなくても理性を保てる上、仲間のゾンビに対して慈愛の精神を持つ。ピッツバーグ近隣の街ユニオンタウンに住むゾンビ達のリーダー的存在で、唸り声を言語の様に用いて他のゾンビに指示を出せる。花火を用いた陽動に引っ掛からない、仲間のゾンビ達を物陰に突飛ばし銃撃から守る、バリケードの脆い箇所を見つけて仲間に壊させる、小銃で人間を銃撃する、川底を歩いて渡る、炎を武器として利用するなど高い知性を持つ。非常に仲間想いな性格で、圧倒的な武力で思いのままにゾンビを蹂躙する傭兵達の姿に怒り、復讐のため仲間のゾンビ達を率いて街を襲撃する。なお、復讐が目的であるためカニバリズムは一度も行わない。

### 人間
プリティー・ボーイ
演 - ジョアンナ・ボーランド
ライリーの部下の1人で、デッド・リコニング号の操縦を担当する女性兵士。チョロの脱走に強制的に加担させられたが、ライリーによってデッド・リコニング号が制圧された際には即座に投降し、以降はアンカーと共にライリー側につく。
アンカー
演 - トニー・マンチ
ライリーの部下の1人で、花火の打ち上げを担当する兵士。プリティー・ボーイと同じくチョロの脱走に強制的に加担させられたが、ライリーによってデッド・リコニング号が制圧された際には即座に投降し、以降ライリー側につく。
フォクシー
演 - トニー・ナッポ
チョロの仲間の1人で額が禿げ上がり髭を生やしている。デッド号でチョロの面倒を見たり、チャーリーに銃を向けたりする。ライリーによってデッド・リコニング号が制圧された際にはチョロについてデッド号を降りる。チョロと二人で安全な場所を求めて旅立とうとしていたが、チョロがゾンビに噛まれた為、街へ戻ろうとするチョロを見送り、いずこかへと去った。
マウス
演 - マックス・マケイブ
チョロの仲間の1人。金髪でスケートボードを持っている。ヘッドホンで音楽を聴いて警戒しないなど、能天気な性格。小屋で見つけたドブネズミと仲良くなる。小屋から出る時にゾンビの群れに襲われ死亡する。
ピルズベリー
演 - ペドロ・ミゲール・アルセ、日本語吹替 - 乃村健次
サモア出身の巨漢。チョロ殺害に向かうライリーへの援軍としてカウフマンが付けた3名の内の1人。実際にはカウフマンからチョロとライリーの両方の始末を命じられていたが、叛意してライリーに協力する。
モータウン
演 - クリスティナ・ブリッジ
本名はモニカ。チョロ殺害に向かうライリーへの援軍としてカウフマンが付けた3名の内の1人である女性兵士。カウフマンの命令通りチョロとライリーを抹殺するべく、邪魔なスラック達を殺そうとするが、ピルズベリーの裏切りで気絶させられる。意識を取り戻した後、物陰からチョロを狙撃しようとした直後にゾンビに襲われ、スラックに介錯される。
マノレッティ
演 - サシャ・ロイツ
チョロ殺害に向かうライリーへの援軍としてカウフマンが付けた兵士達のリーダー。デッド・リコニング号へ向かう途中の軍の前線基地にてゾンビに噛まれた後、ゾンビ化を危惧したスラックの手で介錯される。
マリガン
演 - ブルース・マクフィー、日本語吹替 - 西村知道
スラム住人の反体制指導者。かつてはライリーと共に傭兵部隊で働いていた。スラム住人に危険を押し付けながら贅沢三昧を続けるカウフマンら、富裕層への決起を呼びかける。カウフマンによって逮捕・投獄されるが、ゾンビ襲撃時には支持者によって脱出し、ゾンビ達の去った街の新しい代表者となった。
チワワ
演 - フィル・フォンダカーロ
スラムの盛り場を取り仕切っている小男。ライリーに車を売ったが、カウフマンの命令により反故にした。酒場での混乱時にライリーを殺害しようとしたが、チャーリーに射殺された。
マイク
演 - ショーン・ロバーツ
ライリーの部下の1人で新人隊員。序盤の物資調達作戦時にライリーの命令を無視して独断行動に走ったチョロが原因でゾンビに噛まれ、自分の行く末を悲観し、銃を咥えて自殺する。
ブルーベイカー
演 - アラン・ヴァン・スプラング
軍の前線基地の司令官。チョロにデッド・レコニング号を渡せと命令を受けた。ビッグ・ダディ率いるゾンビの群れに襲われてしまう。後でゾンビ化し、自分の腕を食べていたところをライリーとマノレッティに発見される。直後にライリーに射殺された。

### ゾンビ
未知の力で動き出したヒトの屍。『ナイト・オブ・ザ・リビングデッド』でペンシルベニア州ピッツバーグの共同墓地の遺体がゾンビ化したのを皮切りに、世界は死者が死因に関係なくゾンビ化するよう変質した。
知能が低く鈍足だが、脳を破壊されない限り不死身で痛覚も無く、怪力。人肉に執着し生きた人間を襲う反面、共食いはしない。噛まれた人間は毒で死に、結果としてゾンビになる。
ピッツバーグの近隣の街ユニオンタウンではビッグ・ダディをリーダーとするコミュニティが形成されている。
ブッチャー
演 - ボイド・バンクス
エプロンを着て肉切り包丁を持った肉屋姿のゾンビ。
ナンバー9
演 - ジェニファー・バクスター
顔の右顎付近がえぐれた女ゾンビ。野球のユニフォームに身を包み、木製バットを持っている。
タンバリンマン
演 - ジャスミン・ゲリョ
生前はタンバリン奏者だったゾンビ。
ブレイズ
演 - トム・サヴィーニ
『ゾンビ』でピーターに射殺された暴走族のブレイズがゾンビ化した姿。
見世物小屋のゾンビ
演 - サイモン・ペッグ、エドガー・ライト
ペッグもライトも、ロメロが『ショーン・オブ・ザ・デッド』のファンであったことから、ゲスト出演が実現した。当初は台詞付きの役が考えられていたが、「ゾンビ役がやりたい」という希望が受け入れられ、ゾンビ役での出演となった。

## オリジナルサウンドトラック
- ランド・オブ・ザ・デッド（2005年8月24日、ジェネオン エンタテインメント）[3]

## レイティング
- MPAA - R指定
- 映倫 - PG-12指定